# Mitchell Whitmore
Mitchell Whitmore (ur. 18 grudnia 1989 w Santa Ana) – amerykański łyżwiarz szybki. Mistrz Świata Juniorów w biegu na 500 metrów z 2009 roku z Zakopanego.
Startował na Igrzyskach w Vancouver. W biegu na 500 metrów zajął 37. miejsce.